# عتام
عتام قرية سعودية، تتبع مركز القريع التابع لمحافظة الطائف في منطقة مكة المكرمة. تقع جنوب الطائف بمسافة تقارب (170) كم. وعدد سكانها يقارب 1500 نسمه وينتمون إلى فخذ بني سعد ببني مالك وهم بجليين الاصل من قبيلة بني مالك من بجيلة